# Ramon Tosas i Fuentes
Ramon Tosas i Fuentes   (Manresa, 28 d'abril de 1941 - Briones, 22 de juliol de 1993) conegut artísticament com a Ivà, va ser un dibuixant de còmics català famós per les seues sèries Makinavaja i Historias de la puta mili. També va tenir incursions al món de l'animació amb l'estudi Cinenick.

## Biografia
Als inicis de la seua carrera de dibuixant va formar parella artística amb Òscar Nebreda en revistes avui desaparegudes com Matarratos i Patufet (2a època). Junts, Òscar i Ivà van destacar a principis dels setanta amb les seues historietes sobre esports i actualitat en la revista Vida deportiva i també a Diari de Barcelona i Mundo Diario.
Va col·laborar en les revistes L'Infantil, El Papus, Hermano Lobo, Barrabás i El Jueves, entre d'altres. Aquestes revistes, aparegudes en la seua majoria en els anys 70, durant la Transició i els primers anys de la democràcia, tenien un marcat to irreverent, i esquerrà, i criticaven tant a la societat com als polítics.
El seu prestigi va anar a més quan el 1972 funden la revista satíric-esportiva Barrabás. Una revista d'estil nou, totalment diferent al que es feia llavors. Un estil i una línia que va marcar a les dues grans creacions posteriors: El Papus i El Jueves.
Mentre Òscar va continuar dibuixant per a Barrabás i El Papus, Ivà va fundar El Hincha Enmascarado i, després del fracàs d'aquesta, va marxar a Londres. Posteriorment va tornar a El Papus, mesos abans que la bomba col·locada per un grup ultradretà en la redacció provocara l'inici del declivi de la revista.
Una part important de la revista es va integrar en la redacció de El Jueves, entre ells Ivà per un curt temps, ja que poc després torna a El Papus per a fer-se càrrec de la revista fins a la seua desaparició.
Després se'n va anar un temps a Veneçuela. El 1986 es reintegra en la plantilla de El Jueves aportant les seues sèries més famoses: Makinavaja, el último chorizo, i Historias de la Puta Mili.
Els últims treballs d'Ivà a la premsa diària van ser les tires en El Periódico de Catalunya de El diable Mefisto i l'àngel Pajarito. Cada dilluns publicava una tira esportiva a color en el suplement esportiu de La Vanguardia.
Ivà va morir el 22 de juliol de 1993 en un accident de circulació a La Rioja.

## Perfil
Políticament, les seues idees eren d'esquerres, el que plasmava en les seues historietes, qualificant-lo alguns amics seus com un "teòric de la revolució". Persona instruïda, gran lector de teòrica política i literatura contemporània, tot això quedava a la vista en les seues historietes.
En aqueix període convuls de la història recent d'Espanya, va veure fins i tot com va ser portat a judici en diferents ocasions, igual que molts dels seus companys, per l'escandalós dels seus historietes envers l'ordre establert. Va arribar a estar condemnat a diversos arrests domiciliaris per aquesta raó.

## El còmic
Els seus còmics són mordaços, irònics, irreverents i destructius. No deixa canya dreta, i expressen en molts casos les idees de l'autor. El seu estil gràfic es podria qualificar de lleig, en el qual els personatges tenen el cap molt més gran que la resta del cos, els fons són pràcticament inexistents, i el text ocupa la major part de la vinyeta.
L'estil d'Ivà, així com el d'altres companys de generació com Fer, Jordi Amorós o Òscar Nebreda, dona major importància al guió, sovint relacionat amb l'actualitat o la quotidianitat, que no al dibuix. Tots aquests autors estaven fortament influenciats per Jean-Marc Reiser,
Els textos estan carregats intencionadament de faltes ortogràfiques, argot i paraules malsonants, per a introduir encara més al lector en la història. Per exemple, hi ha expressions com: "Po fueno, po fale, po malegro" o "cagontó!".

### Makinavaja - el último choriso
El seu personatge més cèlebre és Makinavaja (el nom complet de la sèrie és "Makinavaja: el último choriso"), un lladre, mig filòsof, mig justicier, que viu en la Barcelona dels anys 80 i 90, acompanyat dels seus còmplices, i que té com a centre d'operacions el bar "El Pirata", situat en el barri xinès de la ciutat. A través d'aquest personatge, referia històries del que havia de ser la vida quotidiana d'aquest delinqüent, no només referides als seus actes delictius, sinó barrejant-lo amb escenes que podien ocórrer en el barri on vivia, i altres de l'actualitat política del moment, tals com els jocs olímpics de Barcelona '92, la comunió del seu nebot, o les manifestacions d'estudiants dels 80. Moltes de les historietes transcorren dins del bar El Pirata, que, a més de servir-li de cau, és un marc habitual per al transcurs de la sèrie.
El 1989 s'estrena la versió teatral de Makinavaja, amb Ferran Rañé com protagonista, i a l'any següent "Las Historias de la Puta Mili" amb Ramon Teixidor com el Sergent Arensivia. El director de l'obra, Ángel Alonso va posar en escena quatre obres d'Ivà, totes elles amb gran èxit.
De Makinavaja van estrenar posteriorment dues pel·lícules protagonitzades per Andrés Pajares i una sèrie televisiva protagonitzada per Pepe Rubianes, mentre que de Historias de la puta mili es va estrenar la versió cinematogràfica protagonitzada per Juan Echanove.

### Historias de la puta mili
Altra de les seues sèries més famoses són les Historias de la puta mili, que contaven les vivències d'uns imaginaris soldats en l'exèrcit espanyol. Aquest còmic criticava àmpliament a l'exèrcit, mostrant als comandaments militars com incompetents, i una completa desorganització en general, el que ocasionava situacions tremendament gracioses. En les últimes historietes, fins i tot plasmava anècdotes, o referia idees reals o no, que li comentaven diversos lectors, si bé complementades amb la seua gran imaginació. No cal prendre's aquestes històries com reals, per tant, ja que en tot cas eren casos excepcionals. Sovint les històries estaven protagonitzades pel Sargento Arensivia.

### Altres treballs
Anteriorment, ja havia realitzat historietes sobre temes esportius (dels quals era un total desconeixedor), i d'actualitat política, en les diferents publicacions que havia col·laborat. Va col·laborar àmpliament, al costat d'Òscar Nebreda, en diferents historietes en els primers anys de dedicar-se al món del còmic, i va arribar a ser director de la revista "El Papus", de la qual va ser intermitent col·laborador.
Al món de l'animació, va crear l'estudi Cinenick, A més de guanyar un primer premi al Festival de Cinema d'Animació de Zagreb per un dels curtmetratges de la pel·lícula Historias de Amor y Masacre, dirigida per Jordi Amorós.

## Homenatges
En honor seu, el 1994 fou creat el Premi Ivà al millor historietista professional. El premi és entregat anualment per l'Ajuntament de Cornellà de Llobregat.
El guardó concedit és una estatueta de Makinavaja, un dels personatges més coneguts d'Ivà. Els premiats solen realitzar una il·lustració en homenatge a Makinavaja, i els originals s'exposen durant la Mostra de Còmic de Cornellà.